# Paolo Petruccioli
Paolo Petruccioli (Roma, 2 febbraio 1956 – Roma, 6 maggio 2013) è stato un giornalista italiano.

## Carriera
Lavorava alla Rai dal 1982. È stato vicedirettore di Rai Sport, di Rai Radio 1, delle Relazioni Esterne, di Televideo e infine della Testata Giornalistica Regionale.